# Ravensworth (Virginia)
Ravensworth è un census-designated place (CDP) degli Stati Uniti d'America, situato nello stato della Virginia, nella contea di Fairfax.